# راكوناوات
الراكوناوات (الاسم العلمي: Procyoninae) هي أسرة من الحيوانات تتبع فصيلة الراكونية من الرتبة اللواحم.

## أجناس
- الراكون
- القوطي
- قوطي الجبل